# 新莊郡

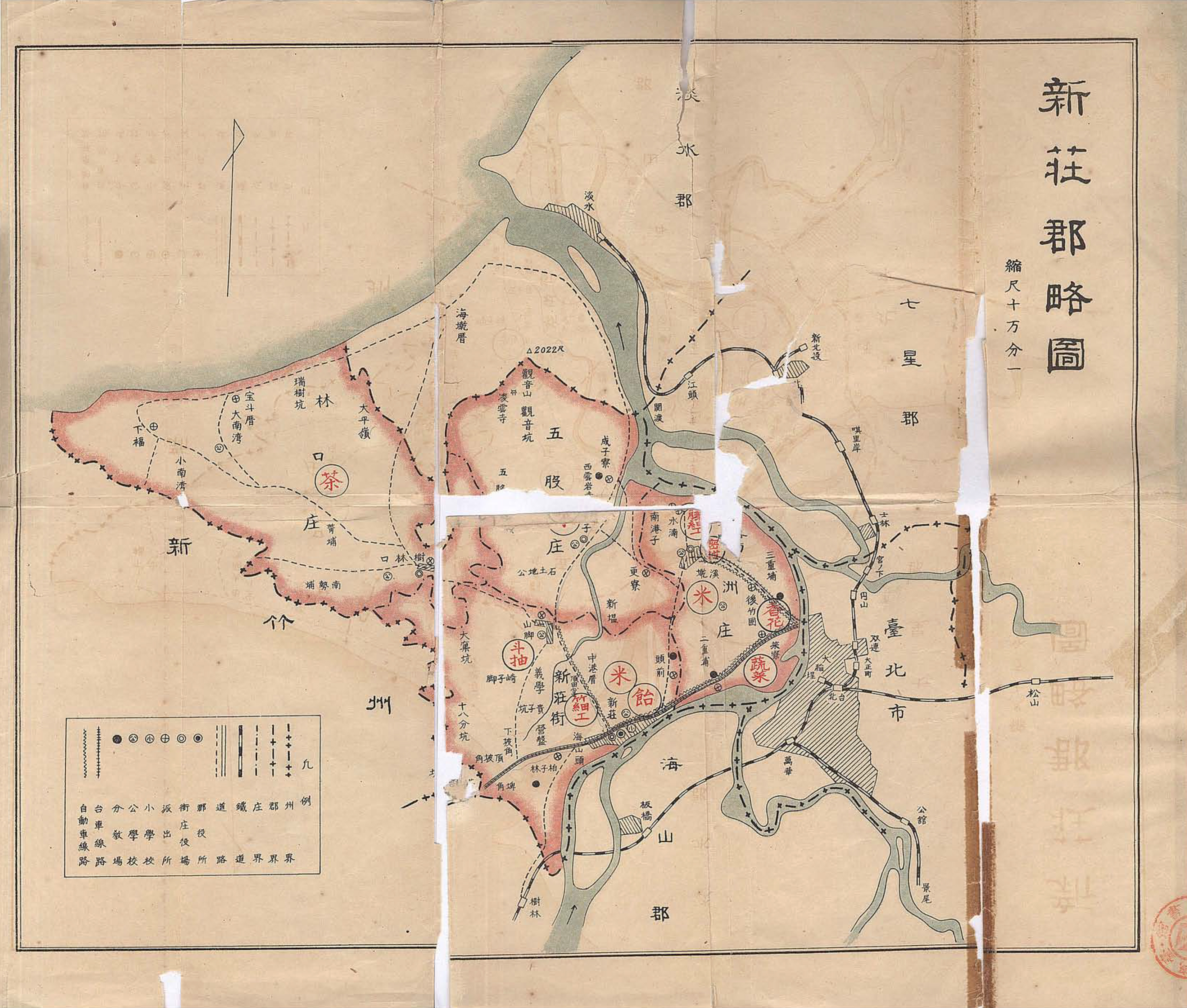
新莊郡略圖 (1924年)

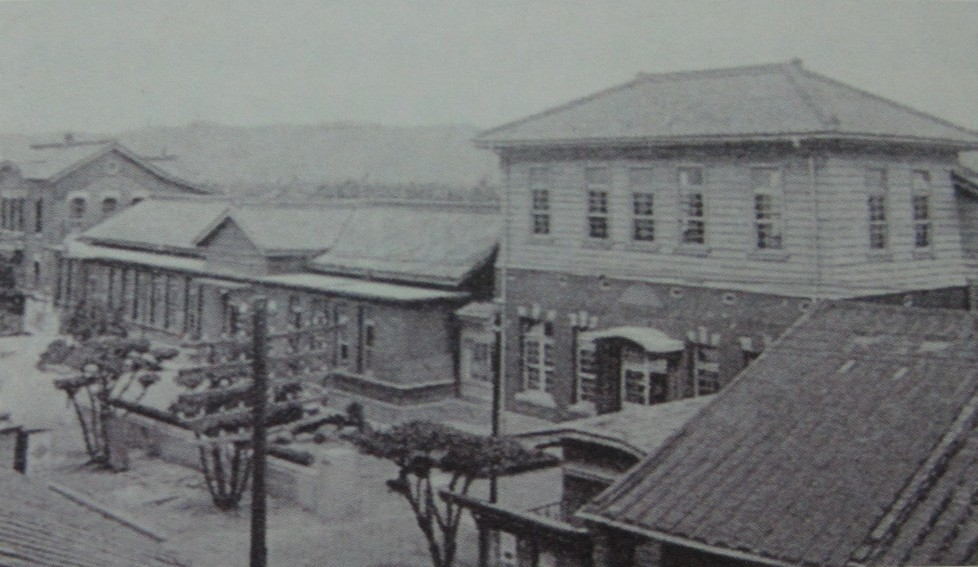
新莊郡役所

新莊郡為台灣日治時期的行政區劃之一。該郡隸屬台北州。其新莊郡之名稱由來，是因為新莊街位於本區域。

## 簡介

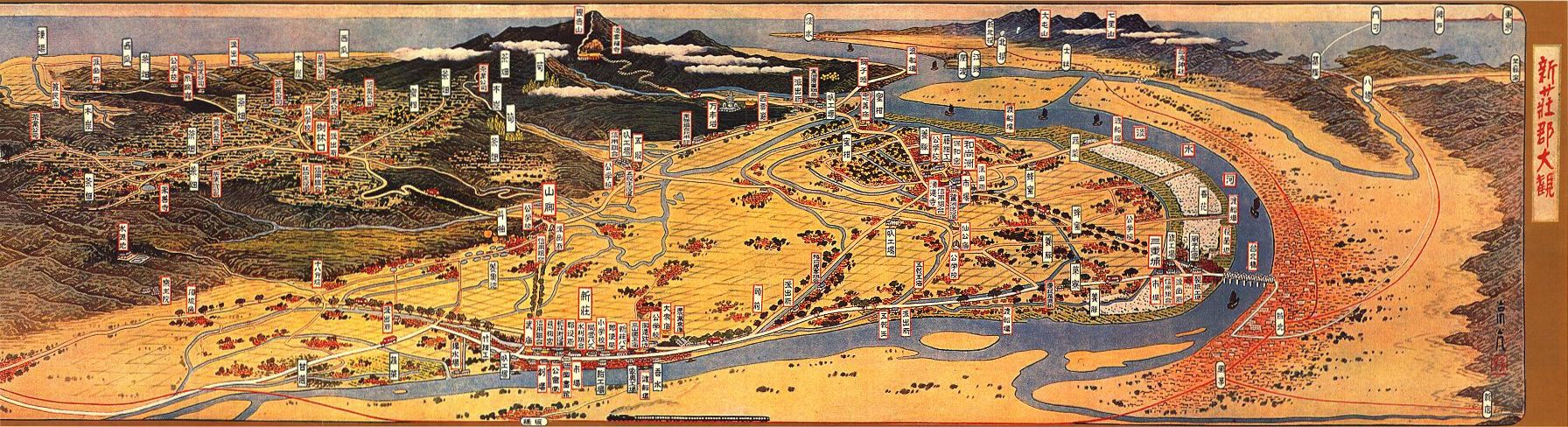
日治時期所繪製的新莊郡示意地圖

新莊郡役所址為新莊派出所現址、新莊分局舊址，除了郡役所所在地新莊街之外，尚有鷺洲、五股、林口。即今新北市三重區、蘆洲區、新莊區、泰山區、五股區、林口區等地。
連結新莊郡至大稻埕的「台北大橋」，始終為臺北都會區重要交通孔道之一。台北橋本為劉銘傳清代鐵路經過，後因1899年鐵路改道枋橋（今板橋區），方成為公路用橋。另外，新莊郡轄區區域內的觀音山綿延數十公里，因狀似觀音臥像得名。日治時期，觀音山登山道沿路尚有觀音石像。
1945年，新莊郡改新莊區，新莊郡之街庄改為鎮及鄉，1950年新莊區廢除，這些鄉鎮直接隸屬於臺北縣（今新北市）。之後，因人口增加及其他因素，陸續有泰山、蘆洲與三重等等區域劃出分治，並有若干轄鄉、鎮升格為縣轄市。除此外大致與日治時期政區規畫相同。這些直接隸屬於原臺北縣的行政區，現在均成為新北市的市轄區。

## 統計
| 街名   | 面積 (km²) | 人口 (人) | 人口 (人)      | 人口 (人) | 人口 (人) | 人口 (人) | 人口 (人) | 人口密度 (人/km²) |
| 街名   | 面積 (km²) | 本籍      | 本籍           | 本籍      | 國籍      | 國籍      | 計        | 人口密度 (人/km²) |
| 街名   | 面積 (km²) | 臺灣      | 內地(日本本土) | 朝鮮      | 中華民國  | 其他外國  | 計        | 人口密度 (人/km²) |
| ------ | ---------- | --------- | -------------- | --------- | --------- | --------- | --------- | ----------------- |
| 新莊街 | 38.9288    | 19,699    | 516            | 0         | 45        | 0         | 20,260    | 520               |
| 鷺洲   | 23.7521    | 31,604    | 299            | 2         | 385       | 0         | 32,290    | 1,359             |
| 五股   | 34.8833    | 9,355     | 44             | 0         | 9         | 0         | 9,408     | 270               |
| 林口   | 54.1796    | 8,947     | 29             | 0         | 12        | 0         | 8,988     | 166               |
| 新莊郡 | 151.7438   | 69,605    | 888            | 2         | 451       | 0         | 70,946    | 468               |

## 產業
新莊郡的產業主要以農業為主，除了米作外，亦盛產柑橘類、蔬菜、香花、茶、竹材和木炭等產物。其商業中心位於新莊街，其次為鷺洲庄。工業則是傳統產業如製繩、蘭蓆製造、木製品、竹細工、藤細工、製油、製粉、金銀紙線香製造、機織、磚瓦製造等，多為小規模經營的家庭工業。

## 設施
- 新莊郡役所
- 新莊神社
- 臺灣總督府樂生院
- 殖產局茶業傳習所（農委會茶業改良場前身部分）
- 大屯國立公園

## 教育
- 鷺洲農業專修學校：和尚洲公學校（蘆洲國小）所附設
- 新莊農民學校：泰山高中前身

## 名勝舊跡
- 海山口汎防跡：位於新莊街海山頭，為清代的守備兵駐屯所。
- 鐘氏石坊：位於新莊街，光緒六年所建以紀念林維源之母。
- 武聖廟碑：新莊武聖廟內。
- 石龜碑：位於新莊街海山頭石龜。
- 縣丞署跡：位於新莊街新莊。
- 巡查部長島田好太郎之墓：位於林口庄南勢埔字南勢埔尾。
- 西雲巖寺
- 凌雲禪寺
- 觀音山：三里坌澤（觀音山頂的小池）、仙跡石、返經石、硯盤石、觀音山砲台。
- 石鐘石鼓
- 文字石：位於獅頭山，刻有「天賜一善」與「「白及福」之石碑。
- 和尚洲
- 平頂
- 頂坡角古碑[2][3]